# Hyalophora columbia
Espèce
Hyalophora columbia est une espèce de lépidoptères de la famille des Saturniidae.

## Répartition

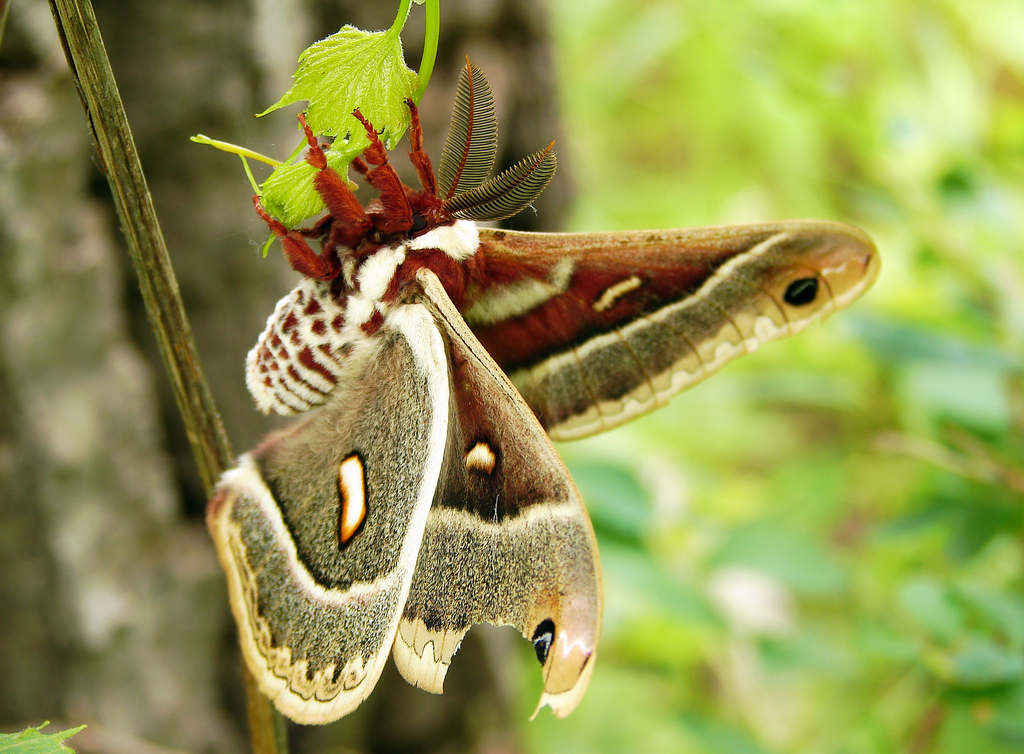
Hyalophora columbia

Ce papillon se rencontre au Canada (Manitoba, Nouvelle-Écosse et Nouveau-Brunswick) et aux États-Unis (Maine, Michigan, Minnesota et Wisconsin).

## Systématique

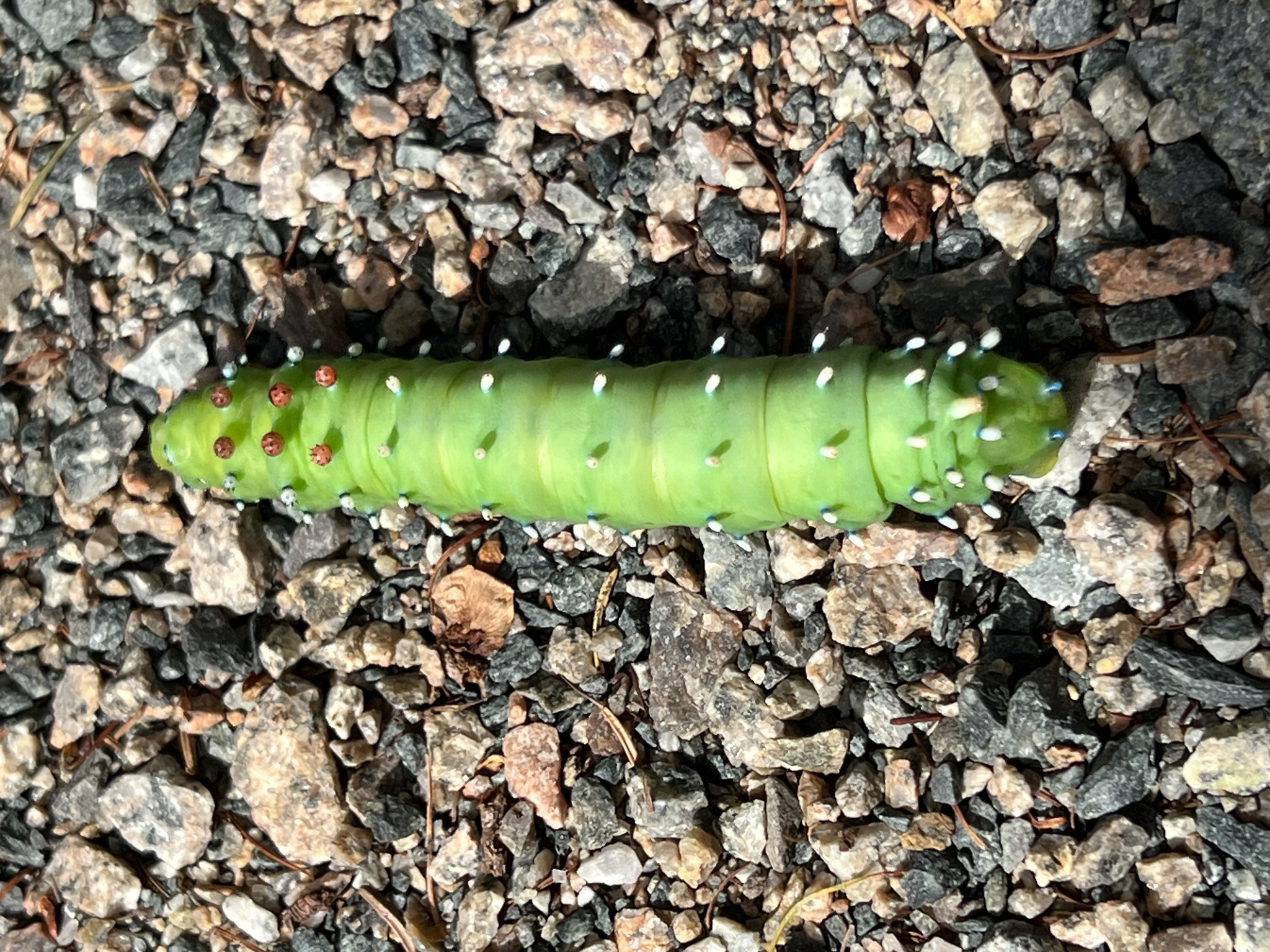
Hyalophora columbia, chenille.

Le nom valide complet (avec auteur) de ce taxon est Hyalophora columbia (Smith), 1865.
L'espèce a été initialement classée dans le genre Samia sous le protonyme Samia columbia Smith, 1865,.

### Publication originale
- (en) S. I. Smith, « Description of a Species of Samia, supposed to be new, from Norway », Proceedings of the Boston Society of Natural History, vol. 9,‎ 1863, p. 342-345 (ISSN 0270-2444, lire en ligne).